# St. Johannes (Bürglein)

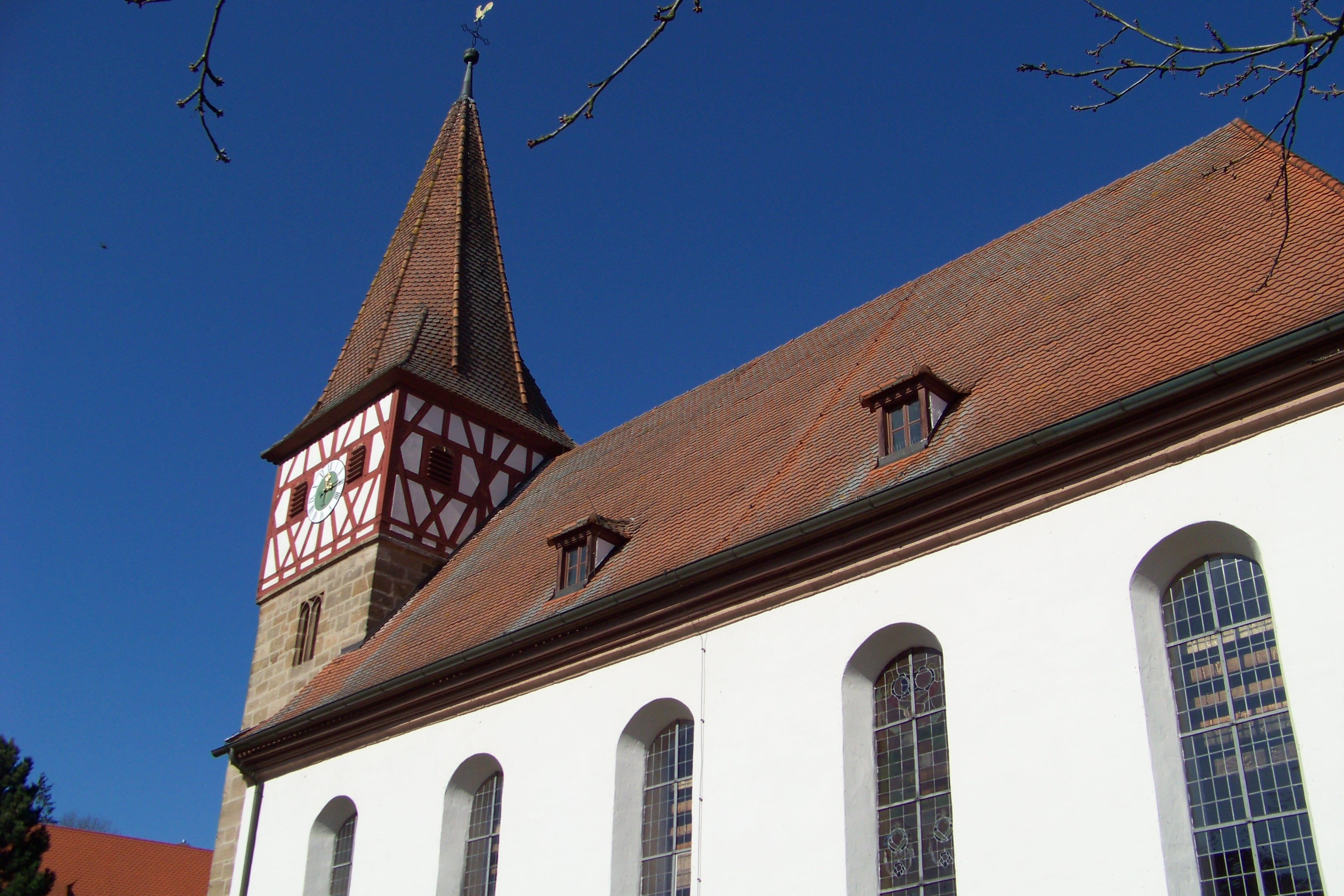
Johanneskirche in Bürglein

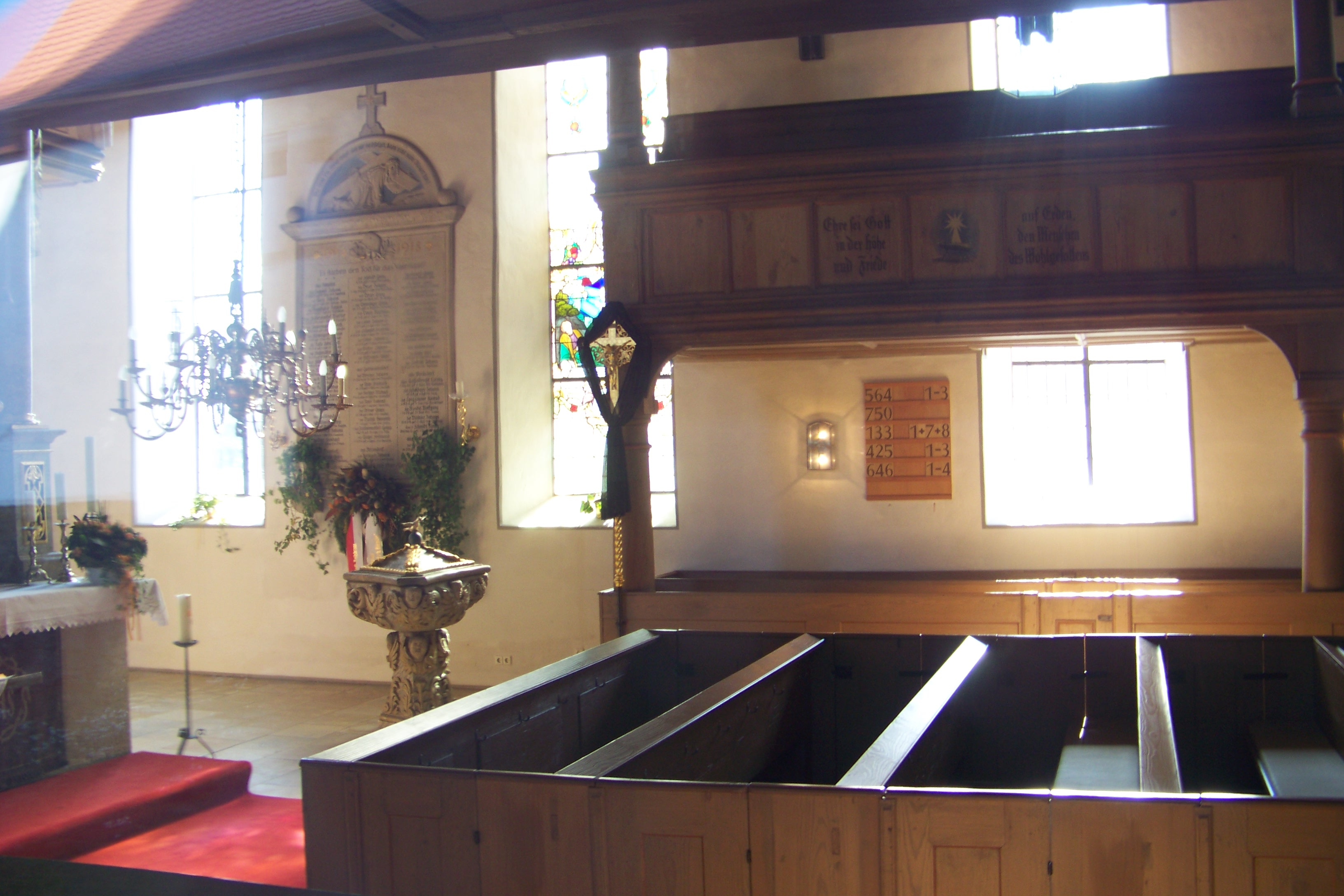
Innenausstattung

St. Johannes ist eine nach Johannes dem Täufer benannte Kirche der evangelisch-lutherischen Kirchengemeinde Bürglein (Dekanat Windsbach).

## Geschichte
Die Johanneskirche wurde im Wesentlichen erst 1725/26 im schlichten Markgrafenstil errichtet (Kirchenschiff und Ausstattung). Bauherren waren Georg Ebner und dessen Sohn Georg Conrad Ebner. Der gotische Westturm aus Sandstein stammt aus dem 13. Jahrhundert, wohl von der zu dieser Zeit bezeugten Vorgängerkirche.
1862 wurde die Innenausstattung der Kirche renoviert. Hinzu kamen drei Buntfenster und die Bemalung von zwei Chorfenstern.
Ursprünglich war die Kirche von einem Friedhof umgeben. Als dieser zu klein wurde, erfolgte 1938 eine Verlegung an den Korngrundweg.

### Pfarrpersonen
- Ulrich von Bürglein (frühes 14. Jahrhundert)
- Johann Stoll (frühes 16. Jahrhundert)
- Michael Grimm (Ende 16. Jahrhundert)
- G. L. Renner (?–1645)
- Kaspar Iring (1645–1652)
- M. Wattenbach (1652–ca. 1670)
- V. Ziegelmüller (ca. 1670–?)
- Pfarrer Schenk (Ende 17. Jahrhundert)
- Berthold Hager (um 1975 bis 1996)
- Karl-Gottfried Hupfer
- Hans Gernert
- Dörte Knoch
- Bastian Frank (seit 2022)

### Mitgliederentwicklung
- 1987: 1.160 Mitglieder
- 2009: 1.089 Mitglieder
- 2023: 878 Mitglieder

## Glocken
Die Johanneskirche in Bürglein besitzt in ihrem Geläute drei kunsthistorisch äußerst wertvolle Bronzeglocken aus der Gotik und Spätgotik. Alle drei Glocken wurden Maria geweiht. Wegen ihrer hohen Qualität und ihrer prachtvollen Zier sind sie ein Schatz von besonderem Wert für die Region und für die Bayerische Landeskirche. 1997 wurden alle drei Glocken in der Fa. Lachenmeyer in Nördlingen einer Runderneuerung unterzogen.
Die kleinste Glocke hat den Schlagton f2 und einen Durchmesser von 63,5 cm. Sie stammt aus der zweiten Hälfte des 14. Jahrhunderts und wurde im Umfeld von Hermann Kessler II. gegossen.
Die mittlere Glocke hat den Schlagton e2 und einen Durchmesser von 73,5 cm. Sie stammt aus der zweiten Hälfte des 13. Jahrhunderts.
Die größte Glocke hat den Schlagton f1 und einen Durchmesser von 107 cm. Sie stammt aus dem Ende des 15. Jahrhunderts und wurde im Umfeld der Familie Glockengießer in Nürnberg gegossen.

## Kirchengemeinde
Bis 1810 gehörte die Pfarrei zum Dekanat Langenzenn. Nach dessen Auflösung wurde sie dem 1810 neu gegründeten Dekanat Windsbach zugeordnet.
Zur evangelischen Kirchengemeinde Bürglein gehören die Ortschaften Böllingsdorf, Bonnhof, Höfstetten, Betzendorf, Markttriebendorf (seit dem 17. Jh.), Hörleinsdorf, Münchzell, Ziegelhütte, Weihersmühle, Wendsdorf und Gottmannsdorf.
Zu der Kirchengemeinde gehören auch die Kirchen St. Matthäus in Markttriebendorf und die Reste einer ehemaligen Kirche in Gottmannsdorf.